# 君士坦丁堡潜艇区舰队
君士坦丁堡潜艇区舰队（德語：U-Flottille Konstantinopel）是德国于第一次世界大战期间为支持盟友奥斯曼帝国打击地中海和黑海水域的协约国航运，由德意志帝国海军在奥斯曼帝国港口君士坦丁堡（今伊斯坦布尔）设立的一支潜艇或称U艇部队。尽管隶属于地中海潜艇区舰队管辖，但它几乎不在地中海活动，而是主要是在黑海对抗俄国舰船。
君士坦丁堡区舰队的最鼎盛规模为11艘潜艇，但由于黑海的破交战条件不佳，其在建制三年间的作战中收效甚微。通过三年的行动，该部队合共击沉117093总吨的舰船。曾有15艘潜艇相继在君士坦丁堡区舰队役；其中7艘在行动中失去：5艘沉没于黑海，2艘沉没于地中海。另有1艘售予保加利亚，以及2艘被编入该部队但在前往君士坦丁堡的途中沉没。
1917年，君士坦丁堡区舰队与普拉区舰队合并，受地中海U艇首长指挥；该部队亦更名为君士坦丁堡潜艇半区舰队（U-Halbflottille Konstantinopel）。随着1918年10月30日签署的《穆兹罗斯停战协定》结束奥斯曼帝国的战事，君士坦丁堡半区舰队解散，当时所属的4艘潜艇先是撤退至塞瓦斯托波尔，但最终也于11月26日在队长汉斯·亚当海军上尉的指挥下向当地的协约国军队缴械投降。

## 脚注
1. ↑  . dbpedia.org.   [2022-08-30]. （原始内容存档于2022-08-30）.
2. ↑  陈进，第268頁.